# Huge Chrome Cylinder Box Unfolding
Huge Chrome Cylinder Box Unfolding es un álbum de Aaron Funk, lanzado en 2004 bajo su seudónimo de Venetian Snares. 
Siguiendo el estilo musical presentado en Winter in the Belly of a Snake, este álbum presenta 13 temas de rápidas percusiones inmersas en atmósferas frías y lentas 

Según el propio Funk, este disco fue realizado en un estudio 12.6

Un disco creado a base de algoritmos y ecuaciones matemáticas

como lo demuestra el siguiente código para Maple presente en el folleto del disco, que al ser introducido en el software produce una extraña forma tridimensional
```
x(u,v) = sin (3 * v) * cos (4 * u) * (v * (sin(2 * u))^2 + sin (v)),
y(u,v) = sin (3 * v) * cos (4 * u) * (v * (sin(2 * u))^2 + sin (v)),
z(u,v) = cos (3 * v) * (v * (sin(2 * u))^2 + sin (v)).
 
with (plots):
setoptions3d(style = patchnogrid,
 	scaling = constrained,
 	projection = .7,
 	ambientlight = [ .3, .3, .3 ],
 	light = [65, 50, .9, .9, .9]);
f := (x, y) -> [ sin(3 * y) * cos(4 * x) * (sin(2 * x)^2 * y + sin(y)),
 			sin(3 * y) * sin(4 * x) * (sin(2 * x)^2 * y + sin(y)),
 			cos(3 * y) * (sin(2 * x) * (sin(2 * x)^2 * y + sin(y)))];
d := [Pi/4, Pi/2, 0, Pi * .45, 40, 40, 40]:
plot3d(f(x,y), x = d[1] .. d[2], y = d[3] .. d[4], grid = [d[5], d[6]],
 	color = [1, .5, .4], orientation = [-20, 50]);

```

## Lista de temas
1. "Huge Chrome Peach" – 4:27
2. "Bonivital" – 3:49
3. "Cadmium Lung Jacket" – 3:57
4. "Vida" – 4:16
5. "Coke Ajax" – 5:14
6. "Li²CO³" – 4:03
7. "Ion Divvy" – 4:53
8. "Keek" – 4:13
9. "Nineteen 1319" – 4:08
10. "Destroy Glass Castles" – 7:04
11. "Chlorophyll" – 2:33
12. "Bent Annick" – 4:58
13. "Aaron" – 3:59
14. "Bezcitny" – 5:29